# Abdul Rahman Al-Natifi
 (décembre 2023).
La mise en forme du texte ne suit pas les recommandations de Wikipédia : il faut le « wikifier ».
Les points d'amélioration suivants sont les cas les plus fréquents. Le détail des points à revoir est peut-être précisé sur la page de discussion.
- Les titres sont pré-formatés par le logiciel. Ils ne sont ni en capitales, ni en gras.
- Le texte ne doit pas être écrit en capitales (les noms de famille non plus), ni en gras, ni en italique, ni en « petit »…
- Le gras n'est utilisé que pour surligner le titre de l'article dans l'introduction, une seule fois.
- L'italique est rarement utilisé : mots en langue étrangère, titres d'œuvres, noms de bateaux, etc.
- Les citations ne sont pas en italique mais en corps de texte normal. Elles sont entourées par des guillemets français : « et ».
- Les listes à puces sont à éviter, des paragraphes rédigés étant largement préférés. Les tableaux sont à réserver à la présentation de données structurées (résultats, etc.).
- Les appels de note de bas de page (petits chiffres en exposant, introduits par l'outil «  Source ») sont à placer entre la fin de phrase et le point final[comme ça].
- Les liens internes (vers d'autres articles de Wikipédia) sont à choisir avec parcimonie. Créez des liens vers des articles approfondissant le sujet. Les termes génériques sans rapport avec le sujet sont à éviter, ainsi que les répétitions de liens vers un même terme.
- Les liens externes sont à placer uniquement dans une section « Liens externes », à la fin de l'article. Ces liens sont à choisir avec parcimonie suivant les règles définies. Si un lien sert de source à l'article, son insertion dans le texte est à faire par les notes de bas de page.
- La présentation des références doit suivre les conventions bibliographiques. Il est recommandé d'utiliser les modèles {{Ouvrage}}, {{Chapitre}}, {{Article}}, {{Lien web}} et/ou {{Bibliographie}}. Le mode d'édition visuel peut mettre en forme automatiquement les références.
- Insérer une infobox (cadre d'informations à droite) n'est pas obligatoire pour parachever la mise en page.

Pour une aide détaillée, merci de consulter Aide:Wikification.
Si vous pensez que ces points ont été résolus, vous pouvez retirer ce bandeau et améliorer la mise en forme d'un autre article.
Abd al-Rahman bin Muhammad bin Ibrahim al-Ntifi (en arabe عبد الرحمن بن محمد بن إبراهيم النتيفي الجعفري) (1303 AH - 1385 AH / 1885 - 15 mars 1966) est un juriste marocain, un spécialiste des hadiths et un commentateur linguistique.

## Sa carrière

### Sa naissance et sa lignée
Il est le savant,,, l'Imam Abdul Rahman bin Muhammad bin Ibrahim Al-Ntifi Al-Jaafari, sa lignée se termine avec Muhammad Al-Jawad bin Ali Al-Zaynabi bin Abdullah bin Jaafar bin Abi Talib, et Ali Al-Zaynabi est le fils de Zainab, fille de Fatima. Al-Zahra, fille du prophète,.
Le cheikh est né en 1303 AH dans le village d'Al-Maqadid de la tribu Hantifa de la province d'Azilal.

### En quête de connaissances
Lorsque le cheikh eut quatre ans, son père lui fit découvrir le livre et il mémorisa le Saint Coran quand il était jeune. En 1316 de l'hégire, il se rendit à la ville de Settat, où il acheva de lire Hamza et Al-Kisa'i, et en l'an 1319 AH, il commença à lire le savoir à un groupe de cheikhs, dont : Bouchaib Al-Bahlouli. Il s'est rendu à Fès en 1323 AH et a appris de plusieurs cheikhs.
En 1325 et après la bataille de Taddârt, le shaykh se dirige vers la ville de Khénifra, capitale des tribus Zayânes
Il s’y installe et y fonde une école pour l’apprentissage du savoir. Il y reste douze ans et y forme de nombreuses personnes de science comme son frère Ja’far Mohammad An-Ntîfy et d’autres.
En 1329, il se rend en terre sainte pour accomplir le Pèlerinage après avoir délégué ses cours au faqîh  ‘Allâl Al Î’îchy.
Dans le bateau qui l’emmène de Tanger au Hedjâz, il enseigne à tous les rites du Pèlerinage.
Le shaykh est de retour en 1330, il retourne alors à Khénifra où il reste pour propager le savoir, l’excellence et la revivification de l’Islam et de la Sounna dans ces tribus amazigh qui étaient plus éloignées de l’Islam de par leur dure nature. Allah a alors fait qu’il soit profitable et bénéfique aux gens et aux contrées,

### Éloges reçus d'érudits musulmans
Parmi les savants de son époque et ses professeurs qui lui ont remis une « ijâza » (certificat, autorisation) :
L’érudit Ahmad Ibn Al-Khayyâte, Abou Mohammad Al-Fâssy, le shaykh Abou Shou’ayb Ad-Doukkâly le ministre de la justice de son époque, ainsi que le juge ‘Aly Ad-Damnâty,.
Le grand savant Ahmad Ibn Al-Khayyâte a dit : « J’autorise le faqîh, le très éminent, l’enseignant, le très bénéfique, le béni, l’exemplaire, monsieur ‘Abd Ar-Rahmân Ibn Mohammad An-Ntîfy à transmettre ce qu’il m’est permis de transmettre… »
Le shaykh Shou’ayb, le hâfedh de son temps et l’ex-ministre de la justice qu’Allah lui fasse miséricorde, a également fait son éloge. Il a écrit dans son ijâza après avoir loué Allah : « J’ai été sollicité pour une ijâza  par notre frère en Allah, le perspicace, l’intelligent, le hâfedh, l’ingénieux, le faqîh, Monsieur ‘Abd Ar-Rahmân Ibn Mohammad An-Ntîfy dans tout ce qu’il m’est permis de transmettre comme sciences rationnelles et transmissibles, et comme branches et fondements. »
Dans ses assemblées, le shaykh Shou’ayb -qu’Allah lui fasse miséricorde- mentionnait le savoir du shaykh et son mérite, et il a déclaré plusieurs fois qu’il était un diamant unique. Il a aussi dit à son portier : « De jour comme de nuit, n’empêche pas le Hâdj ‘Abd Ar-Rahmân de rentrer lorsqu’il vient ».
De même qu’il a reçu l’éloge du grand savant, le juge ‘Aly Ad-Damnâty qui lui a remis une ijâza  sur laquelle il a écrit :
« A sa demande, je remets une ijâza au faqîh, le grand savant, l’éminent, celui qui s’est distingué parmi ses pairs par une compréhension et une mémoire étonnantes Abou Zayd Monsieur ‘Abd Ar-Rahmân Ibn Mohammad An-Ntîfy… »,
Parmi ceux qui ont fait son éloge : Le grand savant, le juge, le sayyid As-Sâïh ; l’historien, le grand savant Al-Kabîr Ibn Zaydân ; Ahmad Agorrâm qui est parmi les grands savants de Marrakech ; l’érudit Ahmad Al-‘Alamy qui est aussi parmi les savants de Marrakech ; le grand savant, le juge ‘Abd As-Salâm As-Sarghîny l’auteur de « Al Mossâmara » ; le grand savant, le sayyid Mohammad Ibn Ahmad le juge de Meknès qui a dit de lui : « Il peut occuper toutes les fonctions » ; le grand savant, le juge Ahmad Ibn Al-Ma-moun ; le ministre de la couronne, le grand savant, l’homme de lettres, Al-Mokhtâr As-Soussi l’auteur de « Al Ma’ssoul » ; le grand savant, le shaykh, le sayyid Mohammad Ibn Al-‘Araby Al-‘Alawy et d’autres parmi les savants qu’il serait long de citer.
Nous avons cité ces Foqahâ  afin de mettre en évidence son érudition ; toutefois, son savoir et ses ouvrages sont la plus grande preuve de l’abondance de son savoir et de son intelligence comme a dit le poète :
إنَّ آثارنا تدلُّ علينا   –   فانظروا بعدَنا الى الآثارِ,

### Ses disciples
Le cheikh a de nombreux étudiants, parmi lesquels :
- Son fils est l'érudit Hassan bin Abd al-Rahman al-Natifi : le juriste et écrivain al-Nahrir. Il a étudié auprès de son père et d'autres cheikhs. Il a dirigé l'imamat et a enseigné à la mosquée Al-Yousufi de la ville de Casablanca. Il possède plusieurs livres, dont : « Le chef-d'œuvre des messages sur les types de problèmes » et « Alerte aux personnes insouciantes de la part des croyants concernant certaines des nouvelles du Prophète concernant cette époque. » Il possède un recueil de poésie et un livre. sur la philosophie de la législation islamique, et il possède également une traduction de son père. Il mourut en 1398 AH. Il possède des cassettes audio, dont certaines ont été publiées par Abu Abdullah Yusuf Al-Zakuri. Éditeur du livre « Le point de vue du sac en réponse à Jahmiya al-Bayda et Fès » du savant Abd al-Rahman al-Natifi.
- Son fils, Cheikh Ahmed bin Abdul Rahman Al-Natifi : Il était l'élève de son père et il a plusieurs livres, dont : « Gouverner par l'épée et frapper après avoir giflé celui qui nie ou n'aime pas la position et l'élever » et « Nazm Al -Shama'il » et il possède un recueil de poésie[1].
- Le juriste Haj Abbas Al-Tadali : Il accompagnait le cheikh et ses compagnons au Hajj, et il enseignait au cheikh sur le bateau des leçons sur les rituels. Pendant le voyage, il souhaitait que Dieu l'emmène à la mort à La Mecque, alors Dieu a répondu à sa prière[1].
- L'érudit et historien Muhammad bin Ahmad al-Abdi al-Kanuni : Il a étudié avec le cheikh à Fès, et l'a accompagné en 1338 AH à Zayan, puis à Marrakech en 1339 AH, et a acquis beaucoup de connaissances auprès de lui. Il a assumé les fonctions de juge, d'imamat, de prédicateur et d'orientation dans la ville de Safi, et il est l'auteur des livres « Safi et ce qu'il y a derrière, ancien et moderne » et « Le sport en Islam ».
- L'érudit Ahmed bin Qasim Al-Mansouri : Il est l'un des étudiants les plus prolifiques de l'érudit. Il est impliqué dans plusieurs arts, notamment la littérature, la jurisprudence et la jurisprudence. Il est l'auteur du livre « Kabaa Al-Anbar du Grands de Zayan et Atlas des Berbères », et il possède plusieurs recueils de poésie[4].
- Le juriste Allal Al-Aishi Al-Tadli : C'est lui qui a succédé au cheikh sur ses élèves lors de son Hajj, il a donc accompli sa mission de la meilleure façon possible[4].
- Hajj Abed Al-Susi : C'est lui qui a soutenu le cheikh, dépensé pour lui et ses étudiants et l'a encouragé à diffuser son appel[4].
- Le juriste Abd al-Rahman bin al-Hajj : Il a prêché et guidé la mosquée de Khénifra, consulté les ordres soufis et rendu de grands services à la cause nationale[4].
- Le juriste Muhammad bin Nasser Al-Zayani : Il est diplômé du Cheikh et a voyagé avec lui à Fès. Il a prêché et guidé les régions berbères du pays de Zayan[4].
- Le juriste Al-Jilali bin Muhammad Al-Natifi : frère du savant Abd al-Rahman. Il était opposé à l'occupation française. Les Français l'ont arrêté et emprisonné, puis il a contracté la tuberculose. Il a été libéré à condition qu'il quitte Ziyan. Il s'installe donc à Casablanca et continue à souffrir de sa maladie jusqu'à sa mort[4].
- Le juriste Muhammad bin Muhammad al-Natifi: également le frère du savant. Il a pris les connaissances de son frère et en est diplômé. Il s'est distingué en littérature et en poésie avec intelligence et perspicacité. Il a assumé la justice à Casablanca et a ensuite représenté le juriste, Le juge Al-Hashimi bin Khadra, jusqu'à ce que les Français l'empêchent d'agir, il est donc resté chez lui jusqu'à l'annonce de l'indépendance.
- Le juriste Mohamed Hajji : a repris le pouvoir judiciaire de Salé et de Tanger[4],[5]

### Ses écrits
Malgré son travail d'enseignement, d'imamat et de prise de parole en public, ses livres étaient au nombre de plus de soixante-dix ; La plupart d’entre elles sont des réponses à des innovateurs et à des gens désireux, et un soutien à la Sunna, en plus de la recherche scientifique jurisprudentielle.
Cheikh Muhammad Zahal a expliqué la raison qui a empêché la diffusion des livres du savant Al-Natifi : "Le Cheikh, que Dieu lui fasse miséricorde, manque de personnel. Il n'a aucun assistant pour l'aider à réaliser ce qui est prévu. Plus plus de vingt ans se sont écoulés depuis sa mort - que Dieu lui fasse miséricorde - et ses œuvres n'ont pas encore vu le jour, et elles sont toutes... La plupart sont en ma possession maintenant, et j'espère que ses d'éminents descendants, professeurs, coopéreront avec nous pour présenter aux lecteurs estimés ce que nous avons pu imprimer d'eux après y avoir annexé des recherches et des commentaires utiles qui ouvrent la voie entre les mains du lecteur ordinaire afin qu'il ne soit pas privé de bénéficiant de ce qu'il lit. Et Dieu est le Secours, et sur lui repose le transport, et il n'y a de puissance. Il n'y a de puissance qu'en Dieu."
Le shaykh -qu’Allah lui fasse miséricorde- a écrit plus de 70 ouvrages, qui sont tous des objets précieux de grande valeur. On y trouve des réfutations à l’encontre des innovateurs et des hérétiques, des recherches de fiqh et des études scientifiques qui n’ont pas encore été imprimées et propagées.